# شهرستان رود تانا
شهرستان رود تانا (به لاتین: Tana River County) یک شهرستان در کنیا است. شهرستان رود تانا ۳۵٬۳۷۵٫۸ کیلومتر مربع مساحت و ۳۱۵٬۹۴۳ نفر جمعیت دارد.